# Deutsche Leichtathletik-Meisterschaften 2009
Die 109. Deutschen Leichtathletik-Meisterschaften wurden am 4. und 5. Juli 2009 im Ulmer Donaustadion ausgetragen. Ausrichter war der SSV Ulm 1846. Die Meisterschaften hatten 14.500 Zuschauer am ersten und 15.500 am zweiten Tag.
Sebastian Bayer stellte im Weitsprung mit 8,49 m einen Meisterschaftsrekord und eine Weltjahresbestleistung auf. Verena Sailer gewann im 100-Meter-Lauf mit europäischer Jahresbestleistung (11,18 s). Carolin Nytra siegte über 100 Meter Hürden mit Meisterschaftsrekord (12,78 s).
Es gab wieder eine Reihe von Disziplinen, die – wie folgt aufgelistet – an anderen Orten zu anderen Zeiten ausgetragen wurden.
- Crossläufe – Ingolstadt, 14. März mit Einzel- / Mannschaftswertungen für Frauen und Männer[2]
- Halbmarathon – Aichach, 4. April mit Einzel- / Mannschaftswertungen für Frauen und Männer[3]
- Straßengehen über 20 km (Frauen und Männer) sowie 50 km Männer – Zittau, 25. April mit Einzelwertungen sowie Männer-Teamwertungen über 20 km und 50 km[4]
- 10.000-Meter-Lauf (Frauen und Männer) – Weserstadion Platz 11 in Bremen, 2. Mai[5]
- Marathon – im Rahmen des Gutenberg-Marathons in Mainz, 10. Mai im Rahmen des Gutenberg-Marathons mit Einzel- / Mannschaftswertungen für Frauen und Männer[6]
- Langstaffeln – Rhede, 9. August im Rahmen der Deutschen Jugendmeisterschaften[7]
- Mehrkämpfe, Siebenkampf (Frauen) / Zehnkampf (Männer) – Lage, 29./30. August mit Einzel- und Mannschaftswertungen[8]
- 10-km-Straßenlauf – Otterndorf, 12. September mit Einzel- / Mannschaftswertungen für Frauen und Männer[9]
- Berglauf – Bergen (Chiemgau), 27. September im Rahmen des Hochfellnberglaufs mit Einzel- / Mannschaftswertungen für Frauen und Männer[10]
- 100-km-Straßenlauf – Ahrweiler, 3. Oktober[11]

Zu einer ausführlicheren Auflistung mit den jeweils ersten acht in den einzelnen Disziplinen führt der Link Deutsche Leichtathletik-Meisterschaften 2009/Resultate.

## Medaillengewinner Männer
| Disziplin                                   | Gold                                                                                    | Leistung       | Silber                                                                             | Leistung       | Bronze                                                                     | Leistung                                |
| ------------------------------------------- | --------------------------------------------------------------------------------------- | -------------- | ---------------------------------------------------------------------------------- | -------------- | -------------------------------------------------------------------------- | --------------------------------------- |
| 100 m (Wind: −2,5)                          | Tobias Unger (LAZ Salamander Kornwestheim-Ludwigsburg)                                  | 10,18 s00      | Marius Broening (LAV Asics Tübingen)                                               | 10,24 s00      | Alexander Kosenkow (TV Wattenscheid 01)                                    | 10,28 s00                               |
| 200 m (Wind: +1,0)                          | Robert Hering (TuS Jena)                                                                | 20,41 s00      | Alexander Kosenkow (TV Wattenscheid 01)                                            | 20,43 s00      | Aleixo-Platini Menga (TSV Bayer 04 Leverkusen)                             | 20,65 s00                               |
| 400 m                                       | Martin Grothkopp (Dresdner SC)                                                          | 45,94 s00      | Jonas Plass (asics Team Wendelstein)                                               | 46,00 s00      | Ruwen Faller (SC Magdeburg)                                                | 46,00 s00                               |
| 800 m                                       | Robin Schembera (TSV Bayer 04 Leverkusen)                                               | 1:46,53 min    | Sören Ludolph (LG Braunschweig)                                                    | 1:46,69 min    | Nils Schumann (Erfurter LAC)                                               | 1:47,28 min                             |
| 1500 m                                      | Carsten Schlangen (LG Nord Berlin)                                                      | 3:43,66 min    | Stefan Eberhardt (Erfurter LAC)                                                    | 3:43,68 min    | Jonas Hamm (LG Braunschweig)                                               | 3:45,82 min                             |
| 5000 m                                      | Arne Gabius (LAV Asics Tübingen)                                                        | 13:50,48 min   | Musa Roba-Kinkal (TV Gelnhausen)                                                   | 13:59,11 min   | Christian Glatting (TV Wattenscheid 01)                                    | 14:01,37 min                            |
| 10.000 m                                    | Filmon Ghirmai (LAV Asics Tübingen)                                                     | 29:40,06 min   | Sebastian Hallmann (LG Stadtwerke München)                                         | 29:41,59 min   | Carlo Schuff (Post-Sport Telekom Trier)                                    | 29:49,18 min                            |
| 10-km-Straßenlauf                           | Arne Gabius (LAV Asics Tübingen)                                                        | 29:17 min00    | Sebastian Hallmann (LG Stadtwerke München)                                         | 29:17 min00    | Filmon Ghirmai (LAV Asics Tübingen)                                        | 29:20 min00                             |
| 10-km-Straßenlauf, Mannschaftswertung       | LAV Asics TübingenArne Gabius Filmon Ghirmai Clemens Bleistein                          | 1:29:46 h0000  | LG Stadtwerke MünchenSebastian Hallmann André Green Johann Hillebrand              | 1:30:39 h0000  | SC DHfK LeipzigJakob Stiller Sven Weyer Maksym Salii                       | 1:30:43 h0000                           |
| Halbmarathon                                | André Pollmächer (LAC Erdgas Chemnitz)                                                  | 1:04:43 h0000  | Steffen Justus (LAC Elm)                                                           | 1:05:01 h0000  | Martin Beckmann (LG Leinfelden-Echterdingen)                               | 1:06:45 h0000                           |
| Halbmarathon, Mannschaftswertung            | PSV Grün-Weiß KasselJulian Flügel Jörn Harland Jürgen Austin-Kerl                       | 3:27:21 h0000  | Erfurter LACChristian Biele Arne Leipziger Marcel Knape                            | 3:27:59 h0000  | LG PassauRichard Friedrich Stefan Hohberger Tobias Schreindl               | 3:28:59 h0000                           |
| Marathon                                    | Stefan Koch (LG Braunschweig)                                                           | 2:20:43 h0000  | Peter Rodewald (LSV Lok Arnstadt / Jena)                                           | 2:23:16 h0000  | David Karl (Spiridon Frankfurt)                                            | 2:23:59 h0000                           |
| Marathon, Mannschaftswertung                | TSV Friedberg-FauerbachBenedikt Heil Marco Diehl Philipp Ratz                           | 7:30:33 h0000  | LAV Asics TübingenMatthias Koch Eduard Scherer Christian Wolf                      | 7:44:26 h0000  | Ayyo Team EssenKevin Petersen Muharrem Yilmaz Murat Celik                  | 7:56:21 h0000                           |
| 100-km-Straßenlauf                          | Jörg Hooß (LTF Marpingen)                                                               | 7:21:44 h0000  | Michael Sommer (EK Schwaikheim)                                                    | 7:36:43 h0000  | Gerhard Läpple (TSV Hildrizhausen)                                         | 7:37:35 h0000                           |
| 100-km-Straßenlauf, Mannschaftswertung      | SG Neukirchen-HülchrathRainer König Ralf Weis Jörg Just                                 | 23:50:21 h0000 | EK SchwaikheimMichael Sommer Andreas Maisch Armin Härle                            | 23:53:28 h0000 | LTF MarpingenJörg Hooß Markus Wagner Gernot Helferich                      | 24:07:36 h0000                          |
| 110 m Hürden (Wind: +0,7)                   | Matthias Bühler (LG Offenburg)                                                          | 13,36 s00      | Helge Schwarzer (Hamburger SV)                                                     | 13,39 s00      | Thomas Blaschek (LAZ Leipzig)                                              | 13,53 s00                               |
| 400 m Hürden                                | Thomas Goller (TV Wattenscheid 01)                                                      | 49,20 s00      | Christian Duma (LG Eintracht Frankfurt)                                            | 50,59 s00      | Stephan Stoll (VfL Sindelfingen)                                           | 50,79 s00                               |
| 3000 m Hindernis                            | Filmon Ghirmai (LAV Asics Tübingen)                                                     | 8:38,97 min    | Steffen Uliczka (SG TSV Kronshagen/Kieler TB)                                      | 8:40,08 min    | Hannes Liebach (LC Cottbus)                                                | 9:06,62 min                             |
| 4 × 100 m Staffel                           | TSV Bayer 04 LeverkusenDaniel Brischke Stefan Wieser Florian Sürth Aleixo Platini Menga | 39,68 s00      | TV Wattenscheid 01Alwin Flohr Julian Reus Sebastian Ernst Jan-Christopher Schulte  | 39,83 s00      | SCC BerlinGeorge Petzold Sven Buggel Maximilian Kessler Timo Kirchenberger | 40,99 s00                               |
| 4 × 400 m Staffel                           | TV Wattenscheid 01Alexander Meisolle Thomas Goller Henning Hackelbusch Bastian Swillims | 3:08,55 min    | Dresdner SCSilvio Schirrmeister Georg Fleischhauer Christoph Helm Martin Grothkopp | 3:09,02 min    | SCC BerlinSven Buggel Julian Kiwus Robin Kresinszky Stefan Beyer           | 3:09,88 min                             |
| 3 × 1000-m-Staffel                          | StG Laufteam ErfurtAndré Röthling Rico Schwarz Sebastian Keiner                         | 7:07,96 min    | Laufclub ErfurtGeorg Eberhardt Sven Praetorius Stefan Eberhardt                    | 7:09,12 min    | LG Nord BerlinMerlin Rose Alexander Hudak Carsten Schlangen                | 7:10,57 min                             |
| 10.000-m-Bahngehen                          | André Höhne (SCC Berlin)                                                                | 40:38,49 min   | Christopher Linke (SC Potsdam)                                                     | 41:42,48 min   | Carsten Schmidt (SCC Berlin)                                               | 42:40:21 min                            |
| 20-km-Gehen                                 | André Höhne (SCC Berlin)                                                                | 1:24:50 h0000  | Carsten Schmidt (SCC Berlin)                                                       | 1:29:48 h0000  | Christoph Roschinsky (SCC Berlin)                                          | 1:30:46 h0000                           |
| 20-km-Gehen, Mannschaftswertung             | SCC BerlinAndré Höhne Carsten Schmidt Christoph Roschinsky                              | 4:25:24 h0000  | LG VogtlandUwe Schröter Stefan Werner Winfried Bresch                              | 5:50:33 h0000  | Polizei SV BerlinWilfried Gaube Günter Evertz Ralf Janotte                 | 6:14:58 h0000                           |
| 50-km-Gehen                                 | Helmut Prieler (SpVgg. Niederaichbach)                                                  | 4:48:44 h0000  | Björn Tharann (SV Halle)                                                           | 5:24:18 h0000  | nur 4 Teilnehmer am Start und 2 im Ziel                                    | nur 4 Teilnehmer am Start und 2 im Ziel |
| Hochsprung                                  | Eike Onnen (LG Hannover)                                                                | 2,26 m         | Tim Riedel (LG Euregio)                                                            | 2,26 m         | Raúl Spank (Dresdner SC)                                                   | 2,23 m                                  |
| Stabhochsprung                              | Alexander Straub (LG Filstal)                                                           | 5,70 m         | Tobias Scherbarth (TSV Bayer 04 Leverkusen)                                        | 5,70 m         | Björn Otto (LAV Bayer Uerdingen/Dormagen)                                  | 5,70 m                                  |
| Weitsprung                                  | Sebastian Bayer (Bremer LT)                                                             | 8,49 m         | Nils Winter (Team Referenzn. Leverkusen)                                           | 8,04 m         | Mario Kral (Hallesche Leichtathletik-Freunde)                              | 7,92 m                                  |
| Dreisprung                                  | Andreas Pohle (ASV Erfurt)                                                              | 16,30 m        | Konstantin Gens (LAC Berlin)                                                       | 16,22 m        | Charles Friedek (Team Referenzn. Leverkusen)                               | 16,07 m                                 |
| Kugelstoßen                                 | Ralf Bartels (SC Neubrandenburg)                                                        | 20,62 m        | Peter Sack (LAZ Leipzig)                                                           | 20,01 m        | David Storl (LAC Erdgas Chemnitz)                                          | 19,84 m                                 |
| Diskuswurf                                  | Robert Harting (SCC Berlin)                                                             | 67,69 m        | Markus Münch (LG Wedel-Pinneberg)                                                  | 62,09 m        | Martin Wierig (SC Magdeburg)                                               | 61,96 m                                 |
| Hammerwurf                                  | Sergej Litvinov (LG Eintracht Frankfurt)                                                | 76,46 m        | Markus Esser (TSV Bayer 04 Leverkusen)                                             | 76,38 m        | Jens Rautenkranz (USC Mainz)                                               | 73,37 m                                 |
| Speerwurf                                   | Mark Frank (1. LAV Rostock)                                                             | 82,08 m        | Matthias de Zordo (SV Schlau.com Saar 05 Saarbrücken)                              | 78,22 m        | Manuel Nau (SC Brandenburg Berlin)                                         | 76,12 m                                 |
| Zehnkampf                                   | Jan Felix Knobel (LG Eintracht Frankfurt)                                               | 7738 P         | Nicolai Peselmann (TV Wattenscheid 01)                                             | 7493 P         | Steffen Fricke (SC Magdeburg)                                              | 7457 P                                  |
| Zehnkampf, Mannschaftswertung               | LG Eintracht FrankfurtJan Felix Knobel Rainer Schubert Martin Dudek                     | 20.401 P       | LAV Asics TübingenPhilipp Schellhorn Johannes Waidelich Thorsten Bertsch           | 19.855 P       | LG StaufenJörg Eisele Tobias Kerker Tobias Buehner                         | 17.584 P                                |
| Crosslauf Mittelstrecke – 3,1 km            | Wolfram Müller (LG Asics Pirna)                                                         | 9:12 min00     | Christoph Lohse (TV Wattenscheid 01)                                               | 9:21 min00     | Carsten Schlangen (LG Nord Berlin)                                         | 9:21 min00                              |
| Crosslauf Mittelstrecke, Mannschaftswertung | LG Nord BerlinCarsten Schlangen Franek Haschke Jonas Stifel                             | Pl.-Ziff. 16   | LG Badenova NordschwarzwaldMarkus Giering Christian Lenk Marco Kern                | Pl.-Ziff. 62   | Erfurter LACStefan Eberhardt Arne Leipziger Marcel Knape                   | Pl.-Ziff. 66                            |
| Crosslauf Langstrecke – 10,1 km             | Arne Gabius (LAV Asics Tübingen)                                                        | 32:29 min00    | Sebastian Hallmann (LG Stadtwerke München)                                         | 32:50 min00    | Stephan Hohl (TV Huchenfeld)                                               | 32:58 min00                             |
| Crosslauf Langstrecke, Mannschaftswertung   | LAV Asics TübingenArne Gabius Markus Weiß-Latzko Raphael Arnold                         | Pl.-Ziff. 29   | LG PassauRichard Friedrich Stefan Paternoster Stefan Hohberger                     | Pl.-Ziff. 38   | LG Stadtwerke MünchenSebastian Hallmann Matthias Ewender Jan Müller        | Pl.-Ziff. 46                            |
| Berglauf – Hochfellnberglauf, 8,9 km        | Timo Zeiler (LG Eintracht Frankfurt)                                                    | 43:54 min00    | Helmut Schießl (TSV Buchenberg)                                                    | 44:37 min00    | John Mooney (Post-Telekom-SV Rosenheim)                                    | 45:53 min00                             |
| Berglauf, Mannschaftswertung                | TuS HeltersbergMatthias Hecktor Carsten Bresser Udo Bölts                               | 2:25:19 h0000  | LG Stadtwerke MünchenAndré Green Johann Hildebrand Thomas Windisch                 | 2:25:41 h0000  | LLC Marathon RegensburgMarco Sturm Ralf Preißl Jörg Bühner                 | 2:25:52 h0000                           |

## Medaillengewinner Frauen
| Disziplin                              | Gold                                                                                    | Leistung       | Silber                                                                                  | Leistung      | Bronze                                                                     | Leistung       |
| -------------------------------------- | --------------------------------------------------------------------------------------- | -------------- | --------------------------------------------------------------------------------------- | ------------- | -------------------------------------------------------------------------- | -------------- |
| 100 m (Wind: −0,2)                     | Verena Sailer (MTG Mannheim)                                                            | 11,18 s00      | Marion Wagner (USC Mainz)                                                               | 11,31 s00     | Lisa Schorr (SV Schlau.com Saar 05 Saarbrücken)                            | 11,34 s00      |
| 200 m (Wind: +0,5)                     | Cathleen Tschirch (TSV Bayer 04 Leverkusen)                                             | 23,36 s00      | Maike Dix (TV Wattenscheid 01)                                                          | 23,52 s00     | Marion Wagner (USC Mainz)                                                  | 23,65 s00      |
| 400 m                                  | Sorina Nwachukwu (TSV Bayer 04 Leverkusen)                                              | 52,33 s00      | Esther Cremer (TV Wattenscheid 01)                                                      | 53,21 s00     | Florence Ekpo-Umoh (Erfurter LAC)                                          | 53,68 s00      |
| 800 m                                  | Janina Goldfuß (TV Wattenscheid 01)                                                     | 2:03,96 min    | Annett Horna (TSV Bayer 04 Leverkusen)                                                  | 2:04,53 min   | Claudia Hoffmann (SC Potsdam)                                              | 2:04,78 min    |
| 1500 m                                 | Denise Krebs (TV Wattenscheid 01)                                                       | 4:18,77 min    | Corinna Harrer (LG Telis Finanz Regensburg)                                             | 4:19,76 min   | Anne Kesselring (LAC Quelle Fürth/München)                                 | 4:19,84 min    |
| 5000 m                                 | Sabrina Mockenhaupt (Kölner Verein für Marathon)                                        | 16:15,65 min   | Birte Bultmann (TV Wattenscheid 01)                                                     | 16:27,82 min  | Ulrike Maisch (1. LAV Rostock)                                             | 16:28,23 min   |
| 10.000 m                               | Sabrina Mockenhaupt (Kölner Verein für Marathon)                                        | 31:27,56 min   | Simret Restle (LG Eintracht Frankfurt)                                                  | 34:27,05 min  | Birte Bultmann (TV Wattenscheid 01)                                        | 34:53,48 min   |
| 10-km-Straßenlauf                      | Susanne Hahn (SV Schlau.com Saar 05 Saarbrücken)                                        | 33:44 min00    | Ingalena Heuck (LG Stadtwerke München)                                                  | 34:00 min00   | Luminita Zaituc (LG Braunschweig)                                          | 34:09 min00    |
| 10-km-Straßenlauf, Mannschaftswertung  | LG Stadtwerke MünchenIngalena Heuck Anne Haug Christine Fiedler                         | 1:46:00 h0000  | LAC Quelle Fürth/MünchenJulia Hiller Silke Bittel Kristin Möller                        | 1:46:04 h0000 | LG Telis Finanz RegensburgSusi Lutz Corinna Harrer Veronika Ulrich         | 1:46:08 h0000  |
| Halbmarathon                           | Melanie Schulz (Erfurter LAC)                                                           | 1:15:42 h0000  | Stephanie Beckmann (LG Leinfelden-Echterdingen)                                         | 1:16:02 h0000 | Bernadette Pichlmaier (LAG Mittlere Isar)                                  | 1:17:12 h0000  |
| Halbmarathon, Mannschaftswertung       | LG Telis Finanz RegensburgVeronika Ulrich Steffi Volke Monika Heiß                      | 3:59:35 h0000  | LG Eintracht FrankfurtKatharina Heinig Lea Bäuscher Antina Neugebauer                   | 4:11:03 h0000 | Spiridon FrankfurtBirgitt Bohn Vera Martens Viera Böhler                   | 4:11:29 h0000  |
| Marathon                               | Bernadette Pichlmaier (LAG Mittlere Isar)                                               | 2:38:44 h0000  | Julia Viellehner (LG Passau)                                                            | 2:41:41 h0000 | Birgitt Bohn (Spiridon Frankfurt)                                          | 2:42:02 h0000  |
| Marathon, Mannschaftswertung           | Spiridon FrankfurtBirgitt Bohn Anke Holljesiefken Vera Martens                          | 8:33:20 h0000  | LG Telis Finanz RegensburgMonika Heiß Steffi Volke Ulrike Mayer-Tancic                  | 8:44:10 h0000 | LAC Quelle Fürth/MünchenKerstin Steg Silke Bittel Julia Häußler            | 9:20:07 h0000  |
| 100-km-Straßenlauf                     | Tanja Hooß (LTF Marpingen)                                                              | 7:55:37 h0000  | Branka Hajek (LAZ Salamander Kornwestheim-Ludwigsburg)                                  | 7:57:17 h0000 | Barbara Mallmann (LG Ahlen)                                                | 8:30:11 h0000  |
| 100-km-Straßenlauf, Mannschaftswertung | LG Nord BerlinGrit Seidel Heike Pawzik Silke Stutzke                                    | 33:25:46 h0000 | nur 1 Team                                                                              | nur 1 Team    | in der Wertung                                                             | in der Wertung |
| 100 m Hürden (Wind: −0,1)              | Carolin Nytra (Bremer LT)                                                               | 12,78 s00      | Stephanie Lichtl (VfB Stuttgart)                                                        | 13,03 s00     | Stefanie Saumweber (SSV Ulm 1846)                                          | 13,32 s00      |
| 400 m Hürden                           | Jonna Tilgner (Bremer LT)                                                               | 55,71 s00      | Tina Kron (SV Schlau.com Saar 05 Saarbrücken)                                           | 56,39 s00     | Fabienne Kohlmann (LG Karlstadt)                                           | 57,10 s00      |
| 3000 m Hindernis                       | Antje Möldner (SC Potsdam)                                                              | 9:44,04 min    | Verena Dreier (LG Sieg)                                                                 | 10:02,56 min  | Julia Hiller (LAC Quelle Fürth/München)                                    | 10:13,18 min   |
| 4 × 100 m Staffel                      | TV Wattenscheid 01Karoline Köhler Katja Wakan Maike Dix Yasmin Kwadwo                   | 43,83 s00      | TSV Bayer 04 LeverkusenAnne-Kathrin Elbe Cathleen Tschirch Mareike Peters Katrin Krause | 44,61 s00     | MTG MannheimPia Dürr Verena Sailer Julia Sutschet Isabel Thielmann         | 45,10 s00      |
| 4 × 400 m Staffel                      | TSV Bayer 04 LeverkusenMaike Jeanette Wilden Annett Horna Laura Hansen Sorina Nwachukwu | 3:35,35 min    | SC PotsdamJana Neubert Franziska Himmel Kathrin Trauth Claudia Hoffmann                 | 3:38,25 min   | LG Olympia DortmundCarolin Strophff Luisa Pöhling Mira Räker Jana Hartmann | 3:41,42 min    |
| 3 × 800-m-Staffel                      | TV WattenscheidMonika Merl geb. Gradzki Denise Krebs Janina Goldfuß                     | 6:19,16 min    | LAC Quelle Fürth/MünchenSandra Keil Anne Kesselring Karoline Pilawa                     | 6:20,42 min   | TSV Bayer 04 LeverkusenSaskia Janssen Kerstin Marxen Annett Horna          | 6:21,51 min    |
| 5000-m-Bahngehen                       | Sabine Krantz geb. Zimmer (TV Wattenscheid 01)                                          | 21:14,75 min   | Sandra Krause (SC Potsdam)                                                              | 23:54,89 min  | Bianca Schenker (LG Vogtland)                                              | 24:09,41 min   |
| 20-km-Gehen                            | Sabine Krantz, geb. Zimmer (TV Wattenscheid 01)                                         | 1:36:49 h0000  | Christin Elß (SC Potsdam)                                                               | 1:43:44 h0000 | Sandra Krause (SC Potsdam)                                                 | 1:45:27 h0000  |
| Hochsprung                             | Ariane Friedrich (LG Eintracht Frankfurt)                                               | 2,01 m         | Meike Kröger (LG Nord Berlin)                                                           | 1,93 m        | Julia Wanner (LAC Berlin) Melanie Bauschke (LG Nike Berlin)                | 1,87 m         |
| Stabhochsprung                         | Silke Spiegelburg (TSV Bayer 04 Leverkusen)                                             | 4,65 m         | Kristina Gadschiew (LAZ Zweibrücken)                                                    | 4,50 m        | Lisa Ryzih (ABC Ludwigshafen)                                              | 4,40 m         |
| Weitsprung                             | Sophie Krauel (TuS Jena)                                                                | 6,70 m         | Beatrice Marscheck (LAZ Gießen)                                                         | 6,67 m        | Bianca Kappler (LC asics Rehlingen)                                        | 6,64 m         |
| Dreisprung                             | Katja Demut (TuS Jena)                                                                  | 14,20 m        | Ekatrina Menne (LC Paderborn)                                                           | 13,74 m       | Kristin Gierisch (LAC Erdgas Chemnitz)                                     | 13,73 m        |
| Kugelstoßen                            | Denise Hinrichs (TV Wattenscheid 01)                                                    | 19,06 m        | Nadine Kleinert (SC Magdeburg)                                                          | 19,00 m       | Christina Schwanitz (Neckarsulmer Sport-Union)                             | 18,77 m        |
| Diskuswurf                             | Nadine Müller (Hallesche Leichtathletik-Freunde)                                        | 59,98 m        | Franka Dietzsch (SC Neubrandenburg)                                                     | 59,09 m       | Jessica Kolotzei (LG Nord Berlin)                                          | 57,46 m        |
| Hammerwurf                             | Betty Heidler (LG Eintracht Frankfurt)                                                  | 74,25 m        | Kathrin Klaas (LG Eintracht Frankfurt)                                                  | 72,76 m       | Andrea Bunjes (LG Eintracht Frankfurt)                                     | 64,49 m        |
| Speerwurf                              | Steffi Nerius (TSV Bayer 04 Leverkusen)                                                 | 62,47 m        | Christina Obergföll (LG Offenburg)                                                      | 62,09 m       | Katharina Molitor (TSV Bayer 04 Leverkusen)                                | 59,64 m        |
| Siebenkampf                            | Christine Schulz (TSV Bayer 04 Leverkusen)                                              | 6030 P         | Claudia Rath (LG Dornburg)                                                              | 5829 P        | Maren Schwerdtner (SC Neubrandenburg)                                      | 5714 P         |
| Siebenkampf, Mannschaftswertung        | TuS SaulheimKatharina Meyer Malena Kellermann Katja Eidenmüller                         | 13.821 P       | LG KurpfalzSilke Hildenbrand Beate Gerstner Isabell Brandt                              | 10.589 P      | TV Wattenscheid 01Kristina Knocks Melanie Schmidt Inga Stöber              | 10.429 P       |
| Crosslauf – 5,1 km                     | Sabrina Mockenhaupt (Kölner Verein für Marathon)                                        | 17:27 min00    | Susanne Hahn (SV Schlau.com Saar 05 Saarbrücken)                                        | 18:06 min00   | Julia Hiller (LAC Quelle Fürth/München)                                    | 18:14 min00    |
| Crosslauf, Mannschaftswertung          | TSG 08 RothBrigitte Rupp Monika Dinkelmeyer Rita Schober                                | Pl.-Ziff. 55   | TV GeiselhöringChristine Sachs rmgard Leibl Gabi Lampert                                | Pl.-Ziff. 59  | LG WelfenMarie-Luise Heilig-Duventäster Bärbel Paul Erika Sommer           | Pl.-Ziff. 60   |
| Berglauf – Hochfellnberglauf, 8,9 km   | Lisa Reisinger (SSC Hanau-Rodenbach)                                                    | 53:05 min00    | Alexandra Bott (ASC Darmstadt)                                                          | 54:43 min     | Kerstin Straub (SSC Hanau-Rodenbach)                                       | 55:42 min00    |
| Berglauf, Mannschaftswertung           | SSC Hanau-RodenbachLisa Reisinger Kerstin Straub Anette Portele                         | 2:49:34 h0000  | LG Telis Finanz RegensburgEllen Clemens Michaela Schedler Ulrike Mayer-Tancic           | 3:05:49 h0000 | ASC Rosellen/NeussTanja Wimmer Angela Müller Ute Jenke                     | 3:13:09 h0000  |